# كاسبر جونكر
كاسبر جونكر (بالدنماركية: Kasper Junker)‏ (5 مارس 1994 في الدنمارك - ) هو مدرب كرة قدم ولاعب كرة قدم دانمركي في مركز الهجوم. لعب مع آرهوس جمناستيك فورينينغ ونادي راندرس. ويلعب في نادي فرسان مدركه

## روابط خارجية
- كاسبر جونكر على موقع اتحاد النرويج (النرويجية)
- كاسبر جونكر على موقع رابطة كرة القدم اليابانية للمحترفين (اليابانية)
- كاسبر جونكر على موقع إي إس بي إن إف سي (الإنجليزية)
- كاسبر جونكر على موقع قاعدة بيانات كرة القدم.إي يو (الإنجليزية)
- كاسبر جونكر على موقع Soccerbase.com (لاعب) (الإنجليزية)
- كاسبر جونكر على موقع Soccerway.com (الإنجليزية)
- كاسبر جونكر على موقع عالم كرة القدم.نت (الإنجليزية)